# Чурилов Борис Іванович
Чурилов Борис Іванович (12 вересня 1938 — 30 грудня 2008) — український художник, родоначальник мистецтва малювання на бересті, Заслужений майстер народної творчості України.

## Біографія
Народився 12 вересня 1938 р. в Харкові в робітничій сім'ї.
Роки війни провів з матір'ю в евакуації у Бухарі. Після закінчення школи 1954 року, працював фрезерувальником, сталеваром на харківському заводі «Серп і Молот». Вільний час займався самоосвітою. Коло його інтересів становила література з релігії, архітектури, самобутньої культури різних часів і народів. На зароблені гроші купував книги, платівки, набори листівок із шедеврами світового живопису. Багато подорожував Україною, по Європейській частині Росії, Карелії, Вірменії, Грузії, знайомлячись з старовиною. В усі поїздки брав з собою блокнот, в якому робив замальовки, які називав «почеркушками». Вони і стали прообразами його майбутніх робіт.

## Творчість
Перший малюнок на бересті Чурилов зробив у 1967 році.  Все почалося з того, що одного разу у нього не знайшлося паперу і він, сидячи на березовій колоді, відірвав шматок кори і почав писати на ньому. З тієї пори береста стала улюбленим матеріалом для роботи.  На початку  було важко, оскільки спеціальної художньої освіти у нього не було і, як виявилось, помилки на бересті виправити неможливо. З роками виробилася унікальна, особиста техніка малювання на цьому матеріалі. На кальку Чурилов  твердим, тонко відточеним олівцем наносив малюнок самого бересту, створюючи ескіз з урахуванням цього малюнка, переводив на берест контури і тільки потім починав малювати, а точніше видавлювати власне на бересті. Береста виявилася благодатним матеріалом. Вона має різні відтінки. А крім того, художник випадково виявив, що від натискання олівця або іншого заточеного предмета залишається об'ємний рельєфний слід. При цьому в залежності від сили натискання колір сліду на бересті може варіюватися від жовтого до чорного.
Працюючи майже 30 років з цим матеріалом, Б.Чурилов досяг високого рівня виконавської майстерності. По мірі освоєння матеріалу, Борис Іванович максимально використовував багаті природні властивості берести, збагачуючи композицію за рахунок залишених фрагментів кори берези, що імітують природне середовище.
1972 року у Харківському будинку архітектора відбулася перша персональна виставка Б. І. Чурилова. З 1973 р. він був постійним дипломантом і лауреатом обласних, республіканських і всесоюзних виставок і фестивалів. Улюбленими темами його мініатюр були пам'ятники архітектури, історичні персонажі. Після знайомства з митрополитом Харківським і Богодухівським Никодимом, став писати православні храми, сюжети зі Старого й Нового Завітів.
1977 року Борис Іванович залишив роботу на заводі і присвятив себе творчості. У 1978 р. Спілка художників  УРСР присвоїла  Чурилову звання «Майстер народної творчості».
На початку 80-х рр. пройшла серія його виставок за кордоном. У Парижі було організовано персональну виставку, після чого Асоціація Франція-СРСР демонструвала її протягом півроку в містах Франції. Аналогічне прохання про демонстрацію мініатюр Б.Чурилова в містах Фінляндії надійшло від Комісії у справах ЮНЕСКО в Фінляндії. У 1982 р. з ініціативи Української Комісії у справах ЮНЕСКО  в Парижі на ювілеї «1500 років Києву» експонувався цикл робіт Бориса Івановича, в яких автор представив реконструйований вигляд Києва до татаро-монгольської навали. Ці закордонні виставки мали великий успіх.
1982 року Б.Чурилову присвоєно звання «Заслужений майстер народної творчості УРСР». Однак до Спілки художників його не прийняли за ідеологічними мотивами. Показ багатьох його робіт «настійно не рекомендувався», не раз виставки заборонялися.
Борис Іванович активно співпрацював з Харківською єпархією Української православної церкви. Його дружина Наталя Митрофанівна була ініціатором створення іконописної школи при Харківській духовній семінарії, де він викладав давньоруський іконопис. Вишивальниць майстерні  вивів на високий рівень справжнього церковного мистецтва. За його прорисами тепер вишивають убрання для преподобних Києво-Печерської Лаври.
Картини Бориса Івановича є в колекції багатьох політичних і церковних діячів. Є вони у колекціонерів з Німеччини, Фінляндії, Франції, Бельгії та Росії.
Помер Борис Іванович Чурилов 30 грудня 2008 року у Харкові.